# Mandol (huyện)
Mandol là một huyện thuộc tỉnh Nurestan, Afghanistan. Dân số thời điểm năm 1999 là 22,984 người.